# Panajotis Makrinas
Panajotis Makrinas, gr. Παναγιώτης Μακρίνας (ur. 27 lutego 1984) – grecki zapaśnik walczący w stylu wolnym. Zajął 25. miejsce na mistrzostwach świata w 2009. Siódmy na mistrzostwach Europy w 2009. Ósmy na igrzyskach śródziemnomorskich w 2005. Wicemistrz śródziemnomorski w 2010 roku.